# Den swenske upsynings-mannen
Den swenska upsynings-mannen var en tidning som utgavs i Stockholm år 1772. Under tiden  28 januari 1772 till 29 februari med Simon Stadenberg, lärkonstapel vid flottan som redaktör. Innehåller rättegångsreferat och politiska uppsatser m.m.
Tidningen trycktes hos Wennberg och Nordström, Carl Stolpe och Kongl. Finska boktryckeriet.